# Challenger de Guadalupe 2015
El Open de Guadeloupe 2015 fue un torneo de tenis profesional jugado en canchas duras. Se disputó la quinta edición del torneo que formó parte del circuito ATP Challenger Tour 2015. Se llevó a cabo en Le Gosier, Guadulupe, Francia entre el 30 de marzo y el 5 de abril de 2015.

## Jugadores participantes del cuadro de individuales
| Favorito | País                     | Jugador           | Rank1 | Posición en el torneo |
| -------- | ------------------------ | ----------------- | ----- | --------------------- |
| 1        | Bandera de Chipre        | Marcos Baghdatis  | 58    | Segunda ronda         |
| 2        | Bandera de España        | Pablo Andújar     | 66    | Primera ronda, retiro |
| 3        | Bandera de Francia       | Benoît Paire      | 85    | Cuartos de final      |
| 4        | Bandera de Argentina     | Máximo González   | 95    | Segunda ronda         |
| 5        | Bandera de Corea del Sur | Chung Hyeon       | 121   | Primera ronda         |
| 6        | Bandera de Eslovaquia    | Norbert Gombos    | 122   | Segunda ronda         |
| 7        | Bandera de Francia       | Kenny de Schepper | 123   | Segunda ronda         |
| 8        | Bandera de Francia       | Nicolas Mahut     | 124   | Primera ronda         |

- 1 Se ha tomado en cuenta el ranking del 2 de marzo de 2015.

### Otros participantes
Los siguientes jugadores recibieron una invitación (wild card), por lo tanto ingresan directamente al cuadro principal (WC):
- Grégoire Barrère
- Calvin Hemery
- Fabrice Martin
- Laurent Rochette

Los siguientes jugadores ingresan al cuadro principal tras disputar el cuadro clasificatorio (Q):
- Henrique Cunha
- Omar Jasika
- Wesley Koolhof
- Matwe Middelkoop

## Dobles

### Cabezas de serie
| País                 | Jugador         | País                 | Jugador                | Ranking | N.º |
| -------------------- | --------------- | -------------------- | ---------------------- | ------- | --- |
| Bandera de Francia   | Nicolas Mahut   | Bandera de Francia   | Édouard Roger-Vasselin | 29      | 1   |
| Bandera de Alemania  | Martin Emmrich  | Bandera de Suecia    | Andreas Siljeström     | 187     | 2   |
| Bandera de Argentina | Máximo González | Bandera de Venezuela | Roberto Maytín         | 192     | 3   |
| Bandera de Francia   | Fabrice Martin  | Bandera de la India  | Purav Raja             | 217     | 4   |

## Campeones

### Individual Masculino
- Ruben Bemelmans derrotó en la final a  Édouard Roger-Vasselin, 7–6(8–6), 6–3

### Dobles Masculino
- James Cerretani /  Antal van der Duim derrotaron en la final a  Wesley Koolhof /  Matwé Middelkoop, 6–1, 6–3